# Pohořílky (Otín)
Pohořílky (německy Pohorschilek) jsou vesnice, místní část obce Otína. Leží 1 km na jih od své mateřské obce, s níž jsou spojeny silnicí II. třídy č. II/349. Nadmořská výška se pohybuje mezi 518 – 548 m n. m. V roce 2009 zde bylo evidováno 33 adres. Ve vesnici žije 86 obyvatel.
Katastrální území Pohořílek sousedí na severu s územím Otína a Geršova, na východě s Šeborovem a Uhřínovem, na jihu s Horními Radslavicemi a na západě s Pavlínovem. Sama vesnice se rozkládá v údolí Pohořilského potoka, přítoku říčky Balinky, na samém jihu vlastního katastrálního území. K severozápadu se území zvyšuje až k Pavlínovské horce (614 m n. m.) na hranicích s Geršovem.

## Historie
První písemná zmínka o obci pochází z roku 1376. Část sousední obce Svařanov (7 lánů) patřila Přibíkovi z Pohořílek, který roku 1376 zapsal 50 kop grošů věna své manželce Kateřině z Hartvíkovic. Roku 1420 Kuník Havlův z Pohořílek daroval její dceři Anežce ve vsi Svařanově cca 6 lánů s příslušenstvím. Za Adama z Pohořílek bylo prodáno těchto cca 6 lánů Ondřeji z Batouchovic. Roku 1406 přijímá Markéta z Pohořílek, vdova po Michkovi z Pohořílek, svého druhého manžela Jana Vidláka a jejich děti na vše, co má v Pohořílkách a ve vsi Pivcova Zhoř s lesem zvaným Ochoza. V roce 1447 koupil rychtář Matěj z Martinic les řečený Ochoz mezi Pivcovou Zhoří a Kochánovem od paní Hedviky z Pohořílek.[zdroj⁠?!]
| Rok            | 1869 | 1880 | 1890 | vao | 1910 | 1921 | 1930 | 1950 | 1961 | 1970 | 1980 | 1991 | 2001 |
| -------------- | ---- | ---- | ---- | --- | ---- | ---- | ---- | ---- | ---- | ---- | ---- | ---- | ---- |
| Počet obyvatel | 99   | 112  | 118  | 111 | 104  | 100  | 130  | 140  | 107  | 106  | 110  | 88   | 87   |

V roce 1869–1950 byly Pohořílky vedeny jako osada obce Pavlínova, jako část obce Otína od roku 1961.

## Pamětihodnosti
- Panský dvůr – usedlost založená roku 1620 sloužila původně jako statek a rychta, později jako zájezdní hostinec. Po roce 1989 byl přebudován na penzion.
- Kaple sv. Cyrila a Metoděje.

## Další fotografie

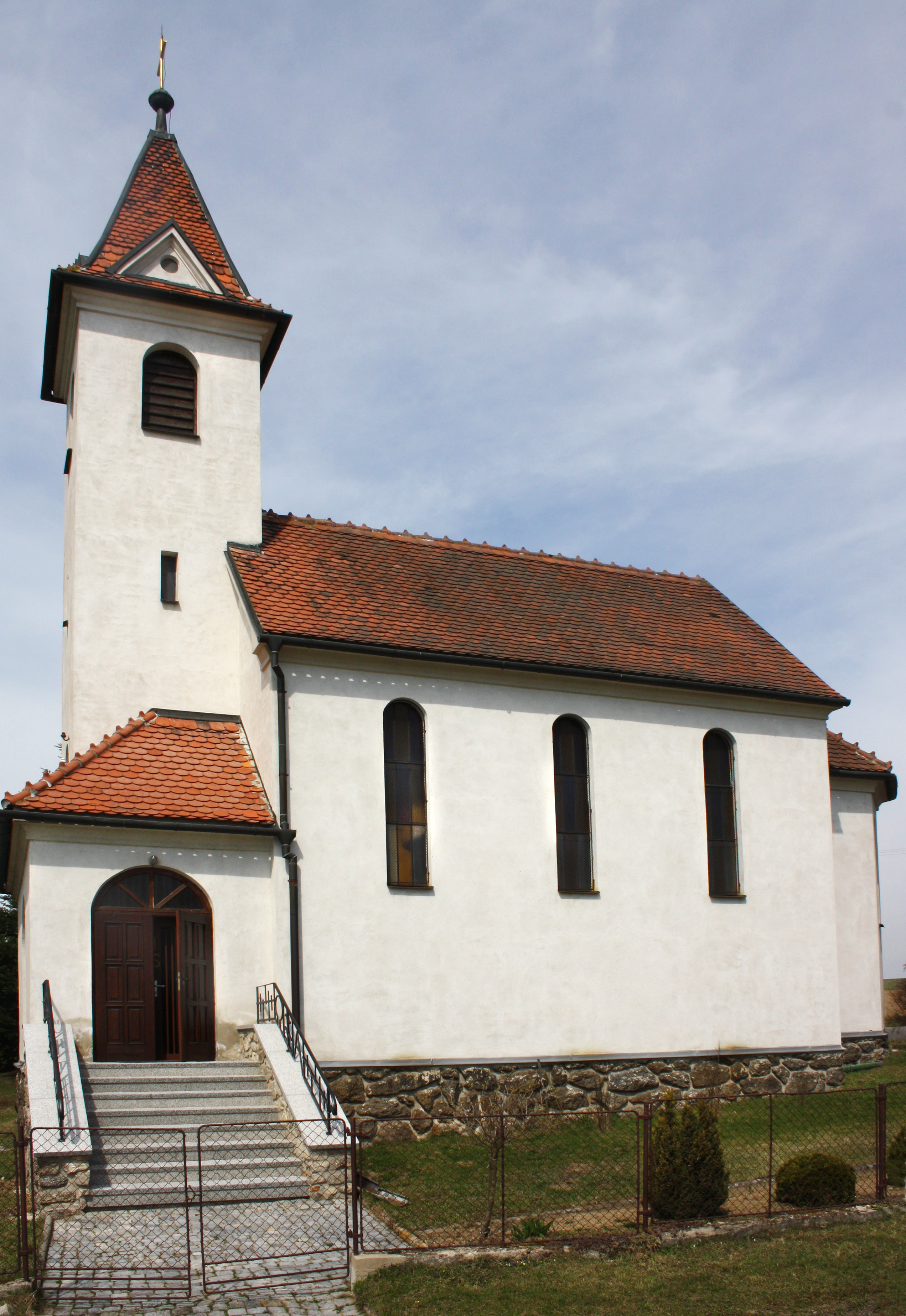
Kaple sv. Cyrila a Metoděje
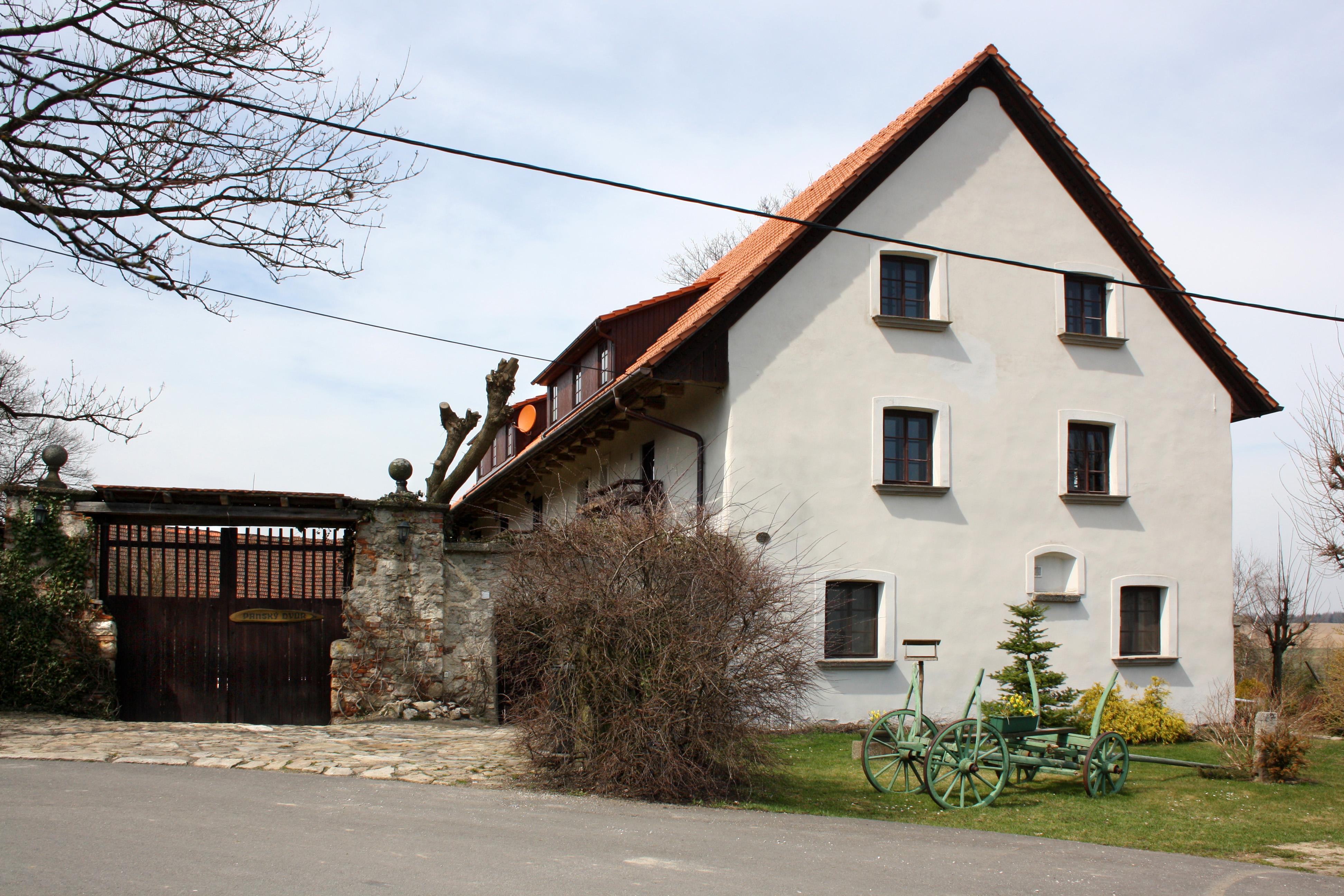
Panský dvůr
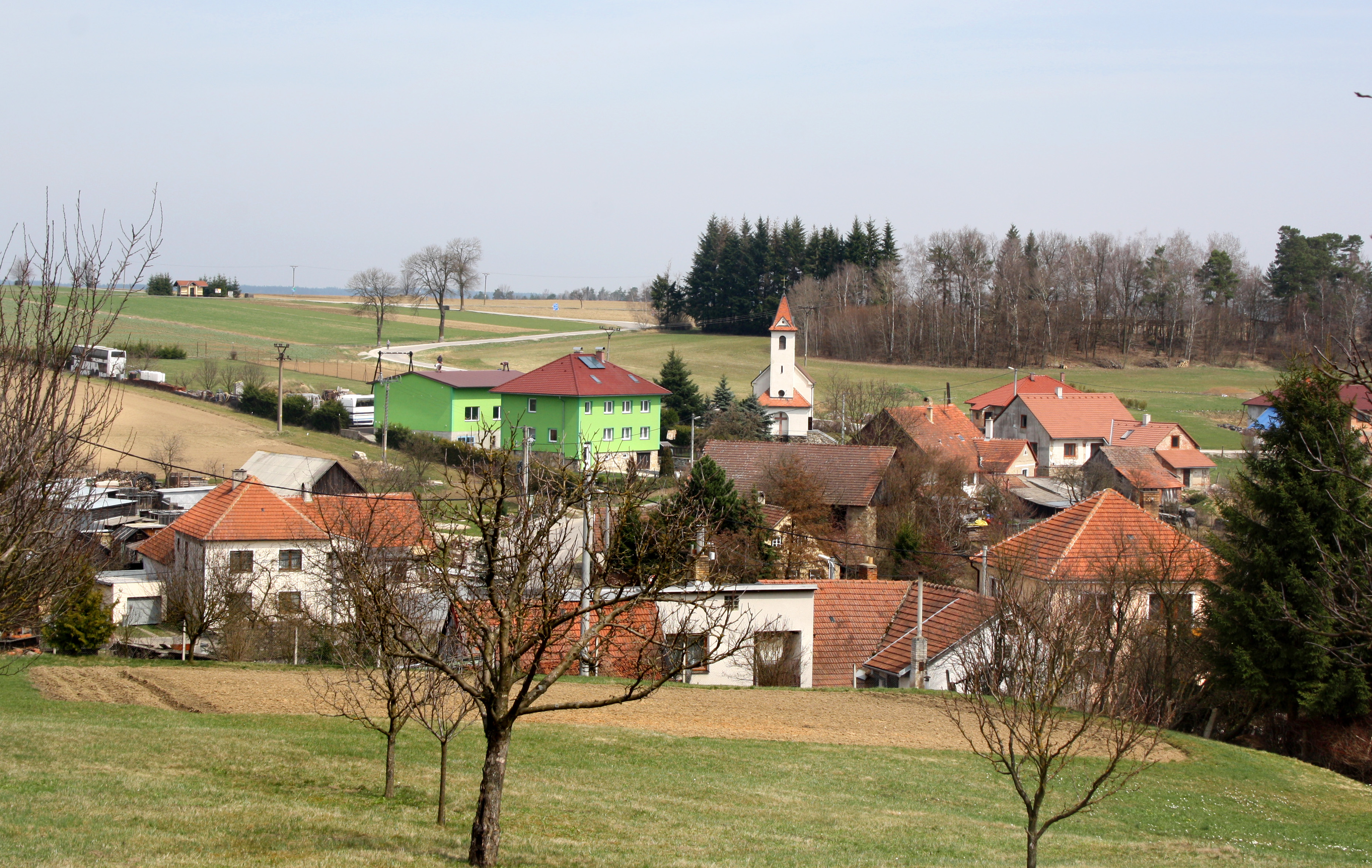
Pohořílky od Panského dvora
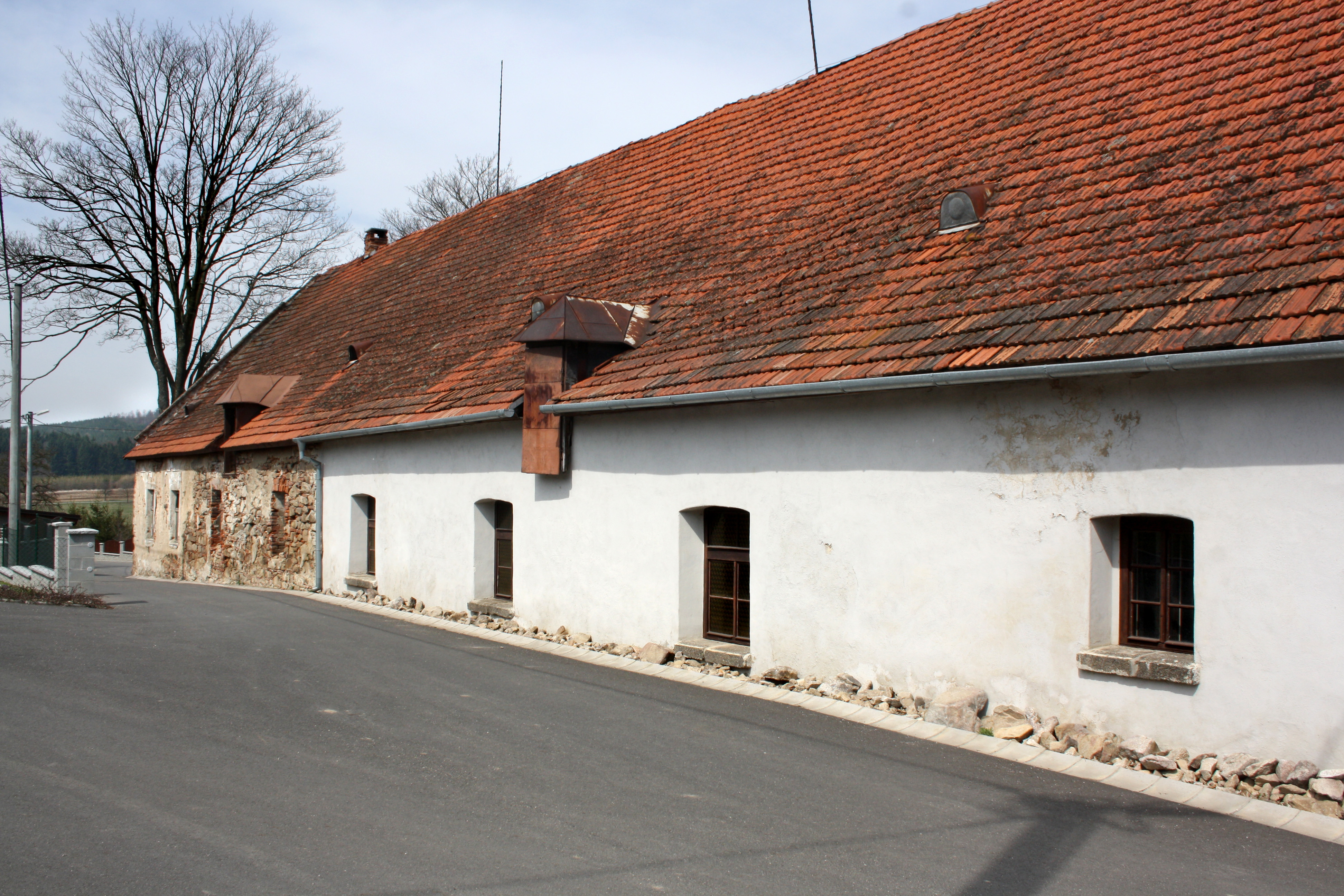
Horní část Pohořílek